# Schmiehe
Die Schmiehe ist ein etwa 10 Kilometer rechter und südsüdöstlicher Zufluss der Rot in Baden-Württemberg (Deutschland).

## Name
Der Sprachwissenschaftler Albrecht Greule vermutet, dass sich der Name vom germanischen Verbstamm *smeuh- mit der Bedeutung „kriechen, gleiten, schmiegen“ ableitet und vielleicht Bezug auf die langsame Fließgeschwindigkeit nahm.

## Geographie

### Verlauf
Die Schmiehe entspringt östlich des namengebenden Ortes der Gemeinde Burgrieden im Gewann Schorren  nahe dem Westrand eines größeren Waldgebietes, dem sie dann in etwa westnordwestlicher Richtung entlangläuft. Dabei tritt sie auf die Stadtteilgemarkung Bihlafingen der Stadt Laupheim über. Im zugehörigen Dorf mündet ihr aus dem genannten Waldgebiet der mit fast drei Kilometern Länge größte Zufluss Kaltenbach von rechts und Südosten her zu. Unterhalb wechselt sie aufs Gemeindegebiet von Hüttisheim, dessen Hauptort sie dann etwa nordwestwärts durchquert; sie wird dort von der L 1261 gekreuzt. Nachdem unterhalb vom zugehörigen Weiler Humlangen im Osten her noch der etwa einen Kilometer lange Weihergraben zugelaufen ist und die K 7369 sie überquert hat, fließt die Schmiehe fast westwärts auf das Dorf Dellmensingen der Stadt Erbach zu und unterquert dabei die B 30. Im Dorf mündet sie nahe dem Schloss in einen rechten Kanalzweig der Rot.

### Einzugsgebiet
Das Einzugsgebiet der Schmiehe ist 21,1 km² groß und liegt naturräumlich zum größeren Teil im Unterraum Hügelland der unteren Riß der Donau-Iller-Lech-Platte, einer offenen Acker- und Wiesenlandschaft; der südöstliche Teil mit vor allem bewaldetem Einzugsgebiet des Kaltenbachs ist dagegen Teil der Holzstöcke, an deren Westrand auch der Oberlauf der Schmiehe entlangzieht. In diesen recht flachen Wäldern liegen am Südosteck auch die mit etwa 556 m ü. NHN größten Höhen.
Jenseits der südlichen und dann der südwestlichen Wasserscheide bis zur Mündung grenzt durchweg Einzugsgebiet der aufnehmenden Rot an. Im Norden liegt Einzugsgebiet des Weihergrabens, der wenig abwärts des Schmiehe-Vorfluters Rot zur Donau läuft. Die größere Weihung führt den Abfluss jenseits der östlichen Wasserscheide noch etwas tiefer zur Donau.

### Zuflüsse und Seen
Liste der Zuflüsse und  Seen und  Hochwasserrückhaltebecken von der Quelle zur Mündung. Gewässerlänge, Seefläche und Höhe nach den entsprechenden Layern auf der Onlinekarte der LUBW. Andere Quellen für die Angaben sind vermerkt.
- (Anderer Oberlauf), von rechts und Süden auf etwa 538 m ü. NHN nahe Burgrieden-Häusleshof, 0,9 km; der linke Oberlauf ist hier erst weniger als 0,5 km lang
- Birkschöpflegraben, von links und Südwesten auf etwa 531 m ü. NHN nahe Häusleshof, 0,4 km
- Längegraben, von links und Westen auf etwa 528 m ü. NHN nahe Häusleshof, 0,2 km
- Bihlafinger Wiesengraben, von links und Südwesten auf etwa 521 m ü. NHN vor Laupheim-Bihlafingen, 0,7 km
- Greutgraben, von links und Südwesten am Westrand von Bihlafingen auf etwa 513 m ü. NHN, 0,8 km
- Kaltbach, von rechts und Südosten auf etwa 512 m ü. NHN in Bihlafingen, 2,9 km mit linkem Oberlauf Müssegraben; durchfließt oder entwässert im Riegelholz auf Höhen um 535 m ü. NHN die  Bihlafinger Weiher, zusammen 2,6 ha
- Schmiehegraben, von links und Südwesten nach Bihlafingen auf etwa 511 m ü. NHN, ca. 0,3 km[LUBW 5]
- Weihergraben, von rechts und Osten nach Hüttisheim auf 495,8 m ü. NHN[LUBW 6], 1,0 km

## Natur und Schutzgebiete
Die Schmiehe durchläuft abwärts von Hüttisheim und vor ihrer Wende nach Westen das seit dem 10. August 1999 ausgewiesene, 56 Hektar große Landschaftsschutzgebiet Hüttisheim (LSG-Nummer 4.25.117), das unter anderem die Talbereiche und die Südhänge zwischen Hüttisheim und Humlangen umfasst. Ufergehölze, Wasserrinnen mit Röhrichtstreifen, Feldraine, Feldgehölze, Einzelbäume und Streuobstwiesen prägen in diesem Abschnitt das ökologisch wertvolle Kulturlandschaftsbild.

### LUBW
Amtliche Online-Gewässerkarte mit passendem Ausschnitt und den hier benutzten Layern: Lauf und Einzugsgebiet der Schmiehe

Allgemeiner Einstieg ohne Voreinstellungen und Layer: Daten- und Kartendienst der Landesanstalt für Umwelt Baden-Württemberg (LUBW) (Hinweise)
1. 1 2 3  Höhe nach dem Höhenlinienbild auf dem Hintergrundlayer Topographische Karte.
2. 1 2  Länge nach dem Layer Gewässernetz (AWGN).
3. ↑  Einzugsgebiet nach dem Layer Basiseinzugsgebiet (AWGN).
4. ↑  Seefläche nach dem Layer Stehende Gewässer.
5. ↑  Länge abgemessen auf dem Hintergrundlayer Topographische Karte.
6. ↑  Höhe nach blauer Beschriftung auf dem Hintergrundlayer Topographische Karte.

### Andere Belege
1. ↑  Archivierte Kopie (Memento des Originals vom 13. Juli 2012 im Webarchiv archive.today)  Info: Der Archivlink wurde automatisch eingesetzt und noch nicht geprüft. Bitte prüfe Original- und Archivlink gemäß Anleitung und entferne dann diesen Hinweis.
2. ↑  Albrecht Greule: Deutsches Gewässernamenbuch. Walter de Gruyter, Berlin / Boston 2014, ISBN 978-3-11-057891-1, S. 476, „<super>4</super>Schmie/Schmiech/-a/-en“ (Auszug in der Google-Buchsuche).
3. ↑  Hans Graul: Geographische Landesaufnahme: Die naturräumlichen Einheiten auf Blatt 179 Ulm. Bundesanstalt für Landeskunde, Bad Godesberg 1952. → Online-Karte (PDF; 4,8 MB)
4. ↑  Steckbrief des Landschaftsschutzgebietes 4.25.117 Hüttisheim im Räumlichen Informations- und Planungssystem (RIPS) der Landesanstalt für Umwelt, Messungen und Naturschutz Baden-Württemberg